# Globalizzazione

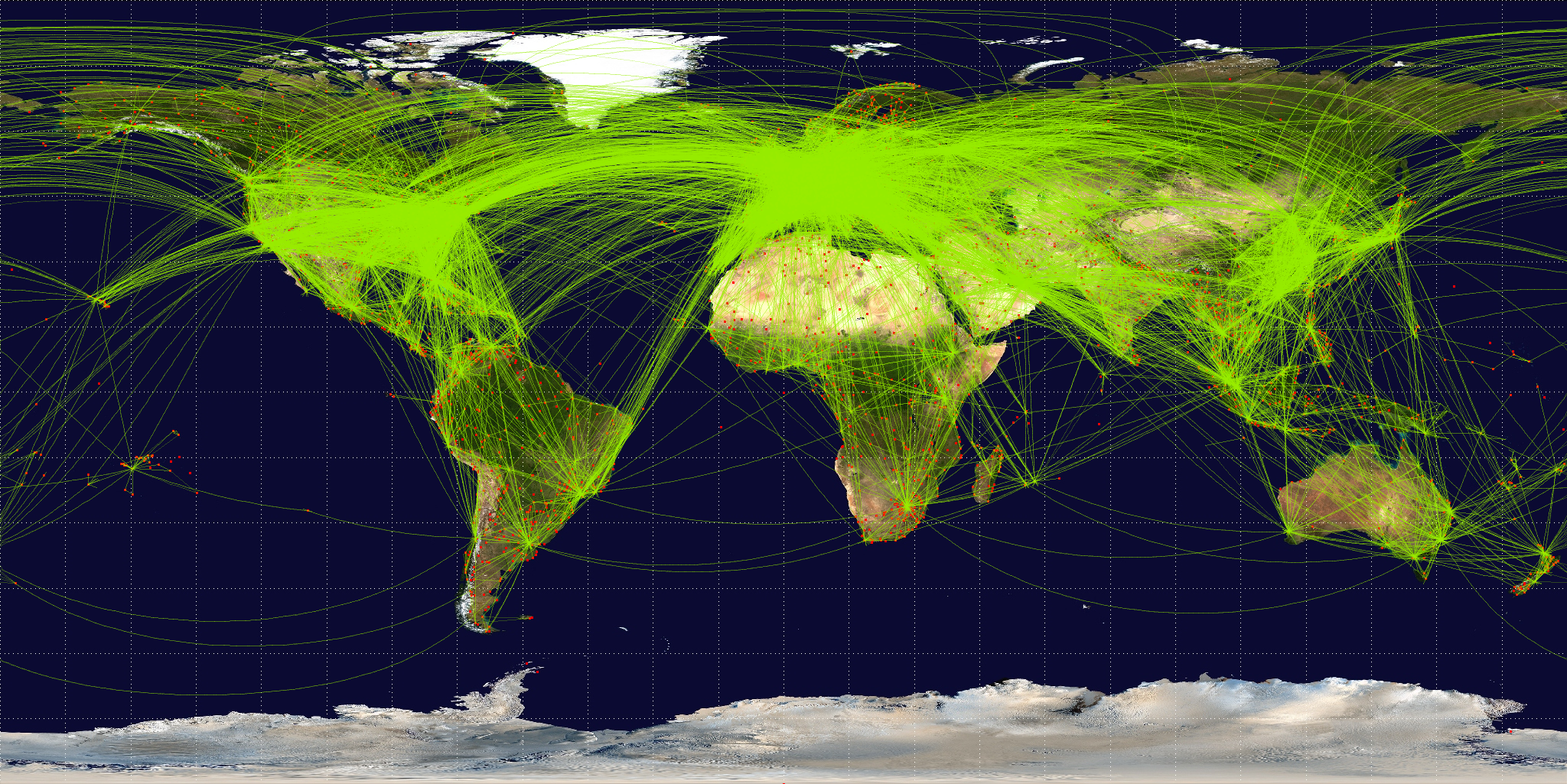
Carta delle rotte aeree nel 2009

La globalizzazione (detta anche mondializzazione) è il fenomeno causato dall'intensificazione degli investimenti internazionali su scala mondiale che, nei decenni tra XX e XXI secolo, sono cresciuti più rapidamente dell'economia mondiale nel suo complesso, con la conseguenza di una tendenzialmente, sempre maggiore, interdipendenza delle economie nazionali. Tutto ciò ha portato anche a interdipendenze sociali, culturali, politiche, tecnologiche e sanitarie i cui effetti positivi e negativi hanno una rilevanza planetaria, unendo il commercio, le culture, le tradizioni, i costumi, il pensiero e i beni culturali.
Secondo alcuni, tra gli aspetti positivi della globalizzazione vanno evidenziati la velocità delle comunicazioni e della circolazione di informazioni, l'opportunità di crescita economica per nazioni a lungo rimaste ai margini dello sviluppo economico mondiale, la contrazione della distanza spazio-temporale e la riduzione dei costi per l'utente finale grazie all'incremento della concorrenza su scala planetaria.
Nella visione di altri, gli aspetti negativi di tale processo sono lo sfruttamento, il degrado ambientale, il rischio dell'aumento delle disparità sociali, la perdita delle identità locali, l'aumento del potere di aziende economiche multinazionali a discapito delle sovranità nazionali e dell'autonomia delle economie locali, la diminuzione della privacy.
Politologi, filosofi, economisti e storici di varie nazionalità, hanno espresso i loro pareri sul globalismo, che può essere considerato un processo economico, sociale e politico simile alla globalizzazione nonché su mondialismo e mondializzazione, che sono altri fenomeni paralleli e conseguenti alla globalizzazione.

## Definizione
(Friedrich Engels, Schizzo d'una critica dell'economia politica)
La globalizzazione è il frutto di un processo economico per il quale mercati, produzioni, consumi e anche modi di vivere e di pensare vengono connessi su scala mondiale, grazie ad un continuo flusso di scambi che li rende interdipendenti e tende a unificarli. Questo processo dura da tempo e dal 1980 al 2010 ha avuto una forte accelerazione in concomitanza con la terza rivoluzione industriale.
Il termine "globalizzazione" è un neologismo utilizzato dagli economisti per riferirsi prevalentemente agli aspetti economici delle relazioni fra popoli e aziende multinazionali. Il fenomeno, invece, va inquadrato anche nel contesto delle complesse interazioni su scala mondiale che, soprattutto a partire dagli anni Ottanta, in questi ambiti hanno avuto una sensibile accelerazione. Il termine "globalizzazione" deriva dalla parola inglese globalize ("globalizzare"), che si riferisce all'ascesa di una rete internazionale di sistemi economici.
Uno dei primi utilizzi conosciuti del termine fu trovato in una pubblicazione del 1930, intitolata Towards New Education, dove denotava una visione olistica dell'esperienza educativa umana. Un termine correlato, corporate giants, fu coniato da Charles Taze Russell (della Watch Tower Bible and Tract Society) nel 1897, per riferirsi agli ampi trust nazionali e altre grosse imprese del tempo.
Dagli anni Sessanta, entrambi i termini iniziarono a essere utilizzati come sinonimi dagli economisti e altri sociologi. L'economista Theodore Levitt è largamente riconosciuto per aver coniato il termine in un articolo intitolato Globalization of Markets, che apparve nel numero del maggio-giugno 1983 della Harvard Business Review. Comunque, il termine "globalizzazione" era già in uso prima di questa circostanza (almeno dal 1944) ed era utilizzato dagli studiosi già dal 1981. Levitt può essere riconosciuto per averlo reso popolare e averlo portato all'audience del business mainstream durante la seconda metà degli anni Ottanta.
Fin dalla sua introduzione, il concetto di globalizzazione ha ispirato definizioni e interpretazioni competitive, con antecedenti risalenti ai grandi moti commerciali e imperiali lungo l'Asia e l'Oceano Indiano dal XV secolo in poi. A causa della complessità del concetto, i progetti di ricerca, gli articoli e le discussioni spesso restano focalizzati su un singolo aspetto della globalizzazione.
Nella comunità dei sociologi:
- Martin Albrow e Elizabeth King definiscono la globalizzazione come «tutti quei processi attraverso i quali le persone di tutto il mondo vengono incorporate in una singola società globale».[10]
- Anthony Giddens scrive che «la globalizzazione può perciò essere definita come l'intensificazione delle relazioni sociali globali che collegano località distanti in un modo tale che gli eventi locali vengono modellati da eventi che si verificano a molte miglia distanti, e viceversa».[11]
- Roland Robertson, professore di sociologia alla Università di Aberdeen, un primo scrittore del campo, nel 1992 ha definito la globalizzazione come «compressione del mondo e intensificazione della coscienza mondiale in quanto insieme».[12]
- Zygmunt Bauman, scrive che «La globalizzazione divide quanto unisce. Divide mentre unisce, e le cause della divisione sono le stesse che, dall'altro lato, promuovono l'uniformità del globo».[13]

Nei primi anni Duemila, il dibattito sul concetto di globalizzazione si è infittito e ha coinvolto in misura sempre maggiore filosofi e sociologi. Alcuni hanno proposto di distinguere tra un approccio descrittivo e uno normativo al problema.
- Dario Fabbri considera la globalizzazione idelogica la "glassa sulla torta" del vero fulcro della attuale globalizzazione nella pratica: il controllo di tutti i mari del mondo da parte degli Stati Uniti D'America per espandere e difendere i propri interessi; nulla di più.[15]

Dal punto di vista descrittivo si può distinguere tra:
1. Globalizzazione economica (commerciale, produttiva, finanziaria), e in tal senso il termine è utilizzato dai teorici del liberismo per indicare le strategie e i successi delle politiche del "libero mercato" (deregolazione dei mercati internazionali, esternalizzazione della produzione, "flessibilità" del lavoro e aumento del potere economico-politico delle multinazionali a scapito degli Stati-nazione).
2. Globalizzazione spaziale, relativa ai fenomeni migratori e all'"accorciamento" delle distanze in virtù delle moderne tecnologie di trasporto.
3. Globalizzazione informatico-telematica, concernente il potenziamento dei flussi dell'informazione.
4. Globalizzazione culturale, legata alla trasformazione del mondo in un «villaggio globale», in cui a fronte di una crescente omologazione culturale, dovuta al predominio di pochi mass media, si verifica una rapida diffusione delle differenze interculturali che origina a volte fenomeni di tribalizzazione (radicalizzazione, dal punto di vista sociale, politico, etnico, delle differenze locali e delle tradizioni; ritorno a forme premoderne di convivenza).
5. Globalizzazione psicologica, ovvero la diffusione su scala mondiale di un sentimento di paura per epidemie, terrorismo, guerre.
6. Globalizzazione militare, ovvero la possibile estensione dei conflitti su una scala mondiale.

Dal punto di vista normativo si può distinguere tra:
1. Globalizzazione giuridica, ovvero l'universalismo dei diritti. Si parla sempre più spesso di "globalizzazione dei diritti"[16] e perciò di rispetto dell'ambiente, di eliminazione povertà, di abolizione della pena di morte ed emancipazione femminile in tutti i paesi del mondo[17].
2. Globalizzazione politica, cioè l'espansione della democrazia, e il fatto che tutti gli Stati hanno legami complessi tra loro, regolati da numerosi organismi internazionali e si indirizzano sempre di più a una visione mondiale della politica, soprattutto per quanto riguarda i grandi temi della difesa dei diritti e delle libertà civili e della tutela dell'ambiente.[18]

Inoltre, nel 2000, il Fondo Monetario Internazionale ha identificato quattro aspetti base della globalizzazione: commercio e transazioni, movimenti di capitale e investimento, migrazione e movimenti di persone, e la diffusione della conoscenza. Sfide ambientali come il riscaldamento globale, il risparmio dell'acqua e l'inquinamento dell'aria, e l'eccesso di pesca oceanica, sono connesse alla globalizzazione.
Nell'immaginario collettivo la globalizzazione è spesso percepita come un fenomeno progressivo, che si è andato sviluppando nel tempo in modo naturale e che vede la condizione attuale nei suddetti ambiti come una fase intermedia tra un generico passato e un vago futuro. Ma se con globalizzazione ci si riferisce a un fenomeno specifico degli ultimi decenni, il concetto è tutt'altro che univoco e consolidato, anche se è entrato a far parte del lessico comune e i media di massa ne fanno larghissimo uso.
Per quanto riguarda l'economia, per esempio, diversi autori sottolineano che il sistema degli scambi internazionali era più "globalizzato" negli anni precedenti il 1914 di quanto non sia attualmente, che i sistemi economici sono comunque fondamentalmente a base nazionale e anche quelli di dimensione tendenzialmente continentale presentano diversi aspetti di chiusura (ad esempio le politiche protezionistiche dell'Unione Europea in ambito agricolo). D'altra parte, Amartya Sen sostiene che i processi di globalizzazione sono in corso da almeno un millennio, affogando così il concetto e le pratiche che lo sottendono nel mare magnum della lunga durata. Anche questo invita a maneggiare il concetto con una certa cautela.
Autori come Arjun Appadurai e Giulio Angioni invitano anche a un uso neutro della nozione di globalizzazione, non solo in quanto fenomeno vario con aspetti negativi e/o positivi a seconda delle circostanze e dei punti di vista, ma indicando anche che proprio la globalizzazione innesca spesso una domanda globale di particolarità locali.

## Storia
Fino alla crisi petrolifera del 1973, lungo tutta la fase di grande prosperità attraversata dai paesi più sviluppati, l'economia mondiale aveva acquisito un carattere compiutamente internazionale, ma non ancora transnazionale. Le singole aziende, pur commercializzando i propri prodotti in tutto il mondo, svolgevano la maggior parte dell'attività ancora all'interno dei confini dei rispettivi Stati. Dalla fine degli anni Settanta questo scenario cominciò a cambiare, nella direzione di un'economia completamente globalizzata, segnata da una nuova divisione internazionale del lavoro, affollata di società multinazionali e transnazionali. Nel XXI secolo un ulteriore e sensibile impulso alla globalizzazione è stato dato dalle tecnologie informatiche e dalla diffusione capillare della rete Internet.

### Globalizzazione arcaica

L'espressione "globalizzazione arcaica" convenzionalmente esprime la fase della storia della globalizzazione che include eventi e sviluppi dai tempi delle prime civiltà fino all'incirca il XVII secolo. È utilizzata per descrivere le relazioni fra le comunità e gli Stati e come esse si sono originate, attraverso la diffusione geografica di idee e norme sociali sia a livello locale, sia a livello regionale.
Nello schema seguente, vengono posti tre prerequisiti principali per il verificarsi della globalizzazione. La prima è l'idea delle origini orientali, che mostra come gli Stati occidentali abbiano adottato e implementato principi acquisiti dall'Oriente. Senza le idee tradizionali dell'Oriente, la globalizzazione occidentale non sarebbe emersa allo stesso modo. La seconda è la distanza. Le interazioni fra gli Stati non rientravano in una scala globale e molto spesso erano confinate in Asia, Nord Africa, il Medio Oriente, e certe parti d'Europa. Durante la prima globalizzazione, era difficile per gli Stati interagire gli uni con gli altri, a meno che non fossero in vicina prossimità. Eventualmente, gli avanzamenti tecnologici permisero agli Stati di sapere dell'esistenza degli altri, e un'altra fase della globalizzazione fu capace di verificarsi. La terza ha a che fare con l'interdipendenza, stabilità, e regolarità.
Se uno Stato non è dipendente da un altro, allora non c'è alcun modo, per qualunque Stato, di essere mutualmente influenzato dall'altro. Questa è una delle forze trainanti che stanno dietro le connessioni e il commercio globali; senza di essa, la globalizzazione non sarebbe emersa allo stesso modo, e gli Stati sarebbero ancora dipendenti in base alla propria produzione e risorse per funzionare. Questo è uno degli argomenti che circondano l'idea di una primitiva globalizzazione. Si sostiene che la globalizzazione arcaica non funzionò in una maniera similare a quella della globalizzazione moderna perché gli Stati non erano, allora, interdipendenti gli uni con gli altri come lo sono oggi.
Alla globalizzazione arcaica viene apposta anche una natura "multi-polare", nel senso che coinvolse la partecipazione attiva di non-europei. Poiché precedette la Grande Divergenza (il miracolo europeo) del XIX secolo, nel quale l'Europa occidentale ottenne un vantaggio sul resto del mondo in termini di produzione industriale e output economico, la globalizzazione arcaica fu un fenomeno guidato non solo dall'Europa ma anche da altri centri sviluppati economicamente del Vecchio Mondo come Gujarat, Bengala, la Cina costiera, e il Giappone.

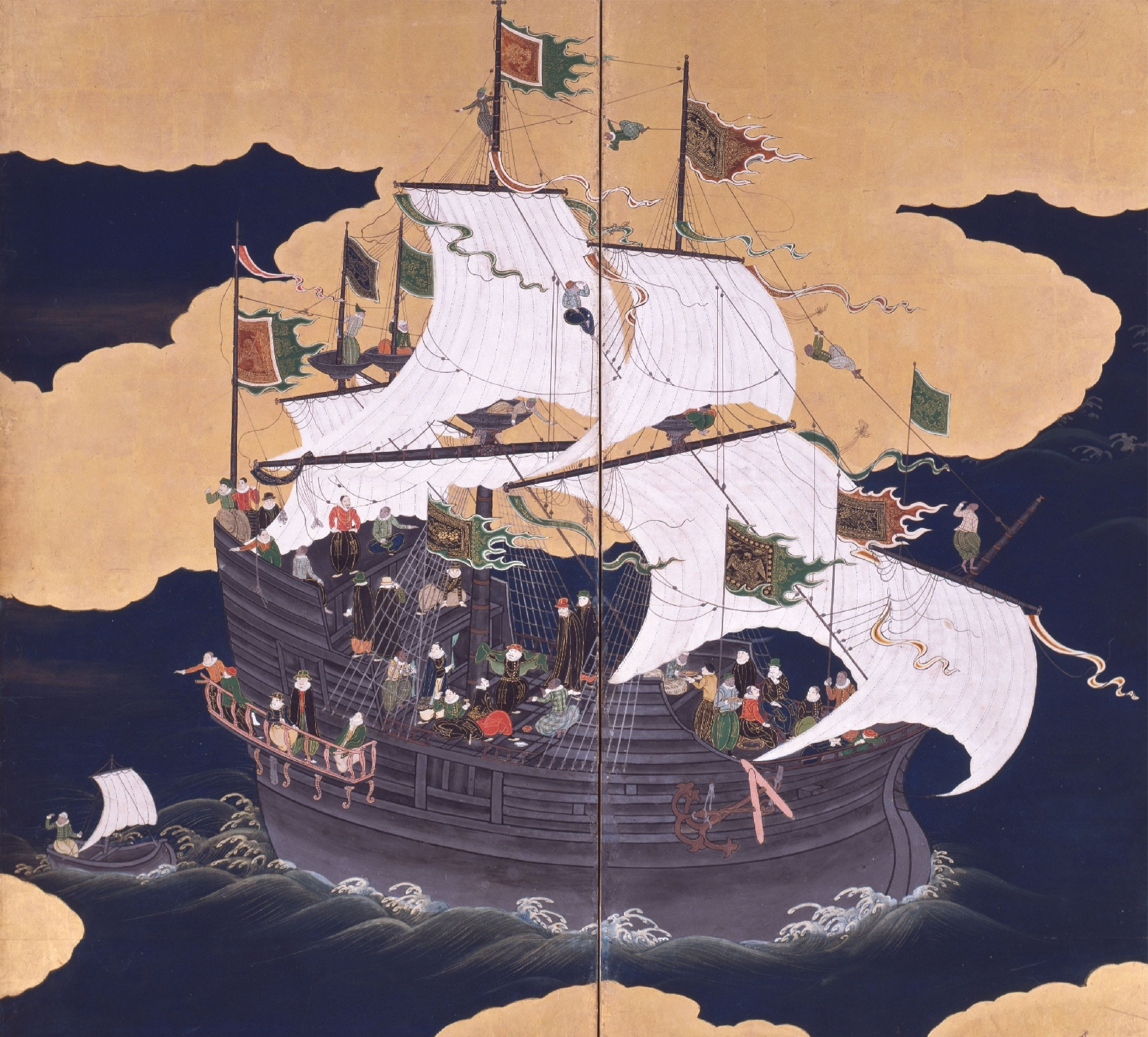
Caracca portoghese a Nagasaki. Arte nanban giapponese del XVII secolo

Lo storico dell'economia e sociologo tedesco Andre Gunder Frank sostiene che una forma di globalizzazione ebbe inizio con l'ascesa dei collegamenti commerciali fra Sumer e la civiltà della valle dell'Indo, durante il III millennio a.C. Questa globalizzazione arcaica permase nell'Età ellenistica, quando i centri urbani commerciali spedirono la cultura greca verso l'India e la Spagna, includendo Alessandria e le altre città alessandrine. Nel primo periodo, la posizione geografica della Grecia e la necessità di importare il grano, forzarono i Greci a impegnarsi nel commercio marittimo. Il commercio nell'antica Grecia era ampiamente senza restrizioni: lo Stato controllava solo il rifornimento del grano.
Il commercio lungo la Via della Seta fu un fattore significativo dello sviluppo delle civiltà della Cina, del subcontinente indiano, Persia, Europa, e Arabia, aprendo interazioni politiche ed economiche a lunga distanza tra di esse. Sebbene la seta fosse l'oggetto maggiormente commerciato dalla Cina, venivano commerciati molti altri beni, come religioni, filosofie sincretistiche, e varie tecnologie. Perfino alcune malattie viaggiarono lungo la Via della Seta. Oltre al commercio economico, la Via della Seta servì come mezzo di comunicazione per scambi culturali tra le civiltà che si incontravano lungo la propria rete. Il movimento di persone, come rifugiati, artisti, artigiani, missioni, rapinatori, e emissari, sfociò nello scambio di religioni, arti, lingue, e nuove tecnologie.

### Proto-globalizzazione
Con l'espressione "prima globalizzazione moderna" o "proto-globalizzazione" si intende un periodo della storia della globalizzazione che all'incirca è contenuto tra i secoli XVII e XIX. Il concetto di "proto-globalizzazione" fu introdotto per la prima volta dagli storici A.G. Hopkins e Christopher Bayly. Il termine descrive la fase caratterizzata da crescenti collegamenti commerciali e scambio culturale che caratterizzò il periodo immediatamente antecedente l'avvento dell'alta "globalizzazione moderna" nel tardo XIX secolo. Questa fase della globalizzazione fu caratterizzata dall'ascesa degli imperi marittimi europei, nel XVI e XVII secolo (prima l'impero portoghese e spagnolo, in seguito quello olandese e britannico). Nel XVII secolo, il commercio mondiale si sviluppò ulteriormente quando furono istituite compagnie qualificate come la Compagnia britannica delle Indie orientali (fondata nel 1600) e la Compagnia olandese delle Indie orientali (fondata nel 1602, spesso descritta come la prima corporazione multinazionale per cui fossero offerte azioni).
La prima globalizzazione moderna si distingue da quella moderna sulla base dell'espansionismo, il metodo di gestione del commercio globale, e il livello di scambio dell'informazione. Il periodo è segnato da organizzazioni commerciali come la compagnia britannica delle Indie orientali, lo spostamento dell'egemonia verso l'Europa occidentale, l'ascesa di conflitti di vasta scala tra potenti nazioni come per esempio la Guerra dei Trent'anni, e quella di nuove merci ‒ come gli schiavi o i metalli preziosi. Il commercio triangolare rese possibile all'Europa l'acquisizione di risorse dentro l'emisfero occidentale. Il primo commercio moderno e le prime comunicazioni coinvolsero un vasto gruppo di popoli, fra cui europei, musulmani, indiani, sudest asiatici, e mercanti cinesi, in particolare nella regione dell'Oceano Indiano.

### Globalizzazione moderna

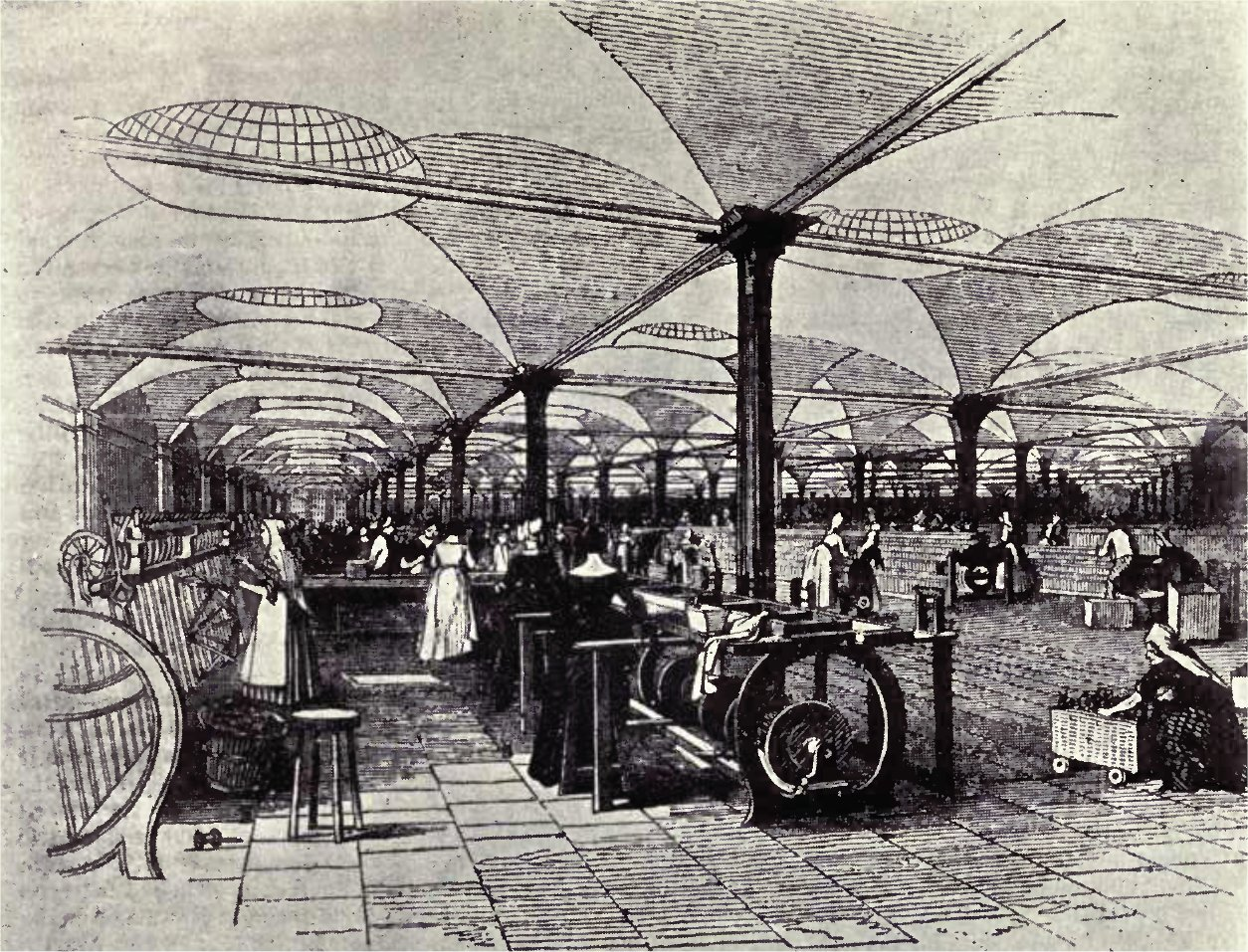
Durante il primo XIX secolo, il Regno Unito è stato una superpotenza mondiale

Durante il XIX secolo, la globalizzazione si avvicinò alla sua forma attuale come risultato diretto della Rivoluzione industriale. L'industrializzazione permise la produzione standardizzata di oggetti per la casa impiegando le economie di scala mentre la rapida crescita della popolazione creava una costante domanda di beni. Nel corso del secolo, le navi a vapore ridussero significativamente il costo dei trasporti internazionali e quelli ferroviari fecero altrettanto con i trasporti nell'entroterra. La rivoluzione dei trasporti si verificò circa tra il 1820 e il 1850. Più e più nazioni abbracciarono il commercio internazionale. La globalizzazione in questo periodo venne modellata in modo decisivo dall'imperialismo di fine secolo, rivolto verso l'Africa e l'Asia.

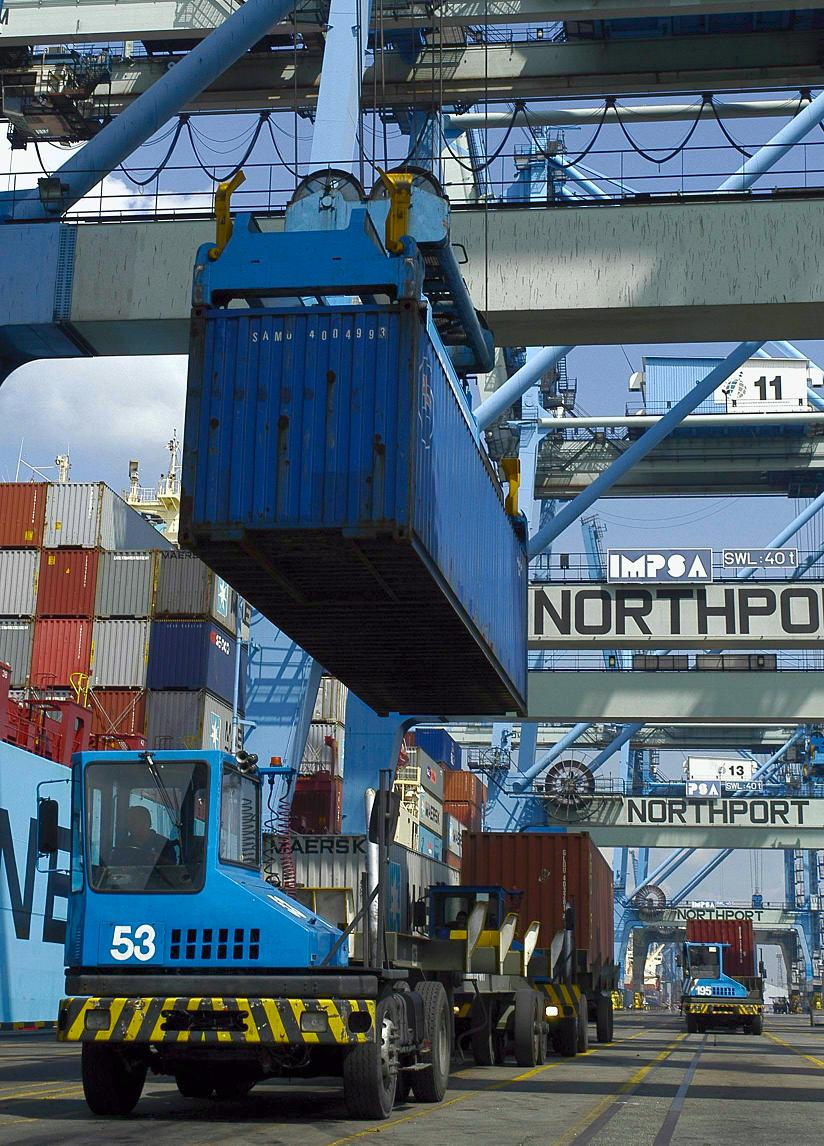
Nel 1956, l'invenzione dei container da spedizione aiutò la globalizzazione del commercio

Dopo la Seconda guerra mondiale, il lavoro dei politici portò agli accordi della Conferenza di Bretton Woods, nella quale i maggiori governi costituirono il framework della politica monetaria internazionale, del commercio, e della finanza, e venne considerata la fondazione di svariate istituzioni internazionali per facilitare la crescita economica, abbassando le barriere commerciali. Inizialmente, l'Accordo Generale sulle Tariffe ed il Commercio (GATT), portò a una serie di accordi per rimuovere le restrizioni commerciali. Il successore del GATT fu l'Organizzazione Mondiale del Commercio (OMC), che fornì un framework per la negoziazione e la formalizzazione degli accordi commerciali e un processo per la risoluzione delle dispute. Le esportazioni raddoppiarono circa dall'8,5% del PIL totale nel 1970 al 16,2% nel 2001. L'approccio di utilizzo degli accordi globali per far progredire il commercio inciampò con il fallimento del Doha Development Round per la negoziazione commerciale. Molti paesi allora si spostarono verso accordi bilaterali o multilaterali minori, come lo United States ‒ Korea Free Trade Agreement del 2011.
A partire dagli anni Settanta, l'aviazione divenne sempre più conveniente per la classe media nei paesi più sviluppati. Politiche di cielo aperto e compagnie aeree a basso costo aiutarono a portare competizione nel mercato. Negli anni Novanta, la crescita delle reti di comunicazione a basso costo tagliarono il prezzo necessario alla comunicazione tra paesi differenti. Si poté lavorare di più, utilizzando un computer senza considerare la posizione sul globo. Ciò includeva la contabilità, lo sviluppo di software informatici, e l'ingegneria.
I programmi di scambio interculturale per studenti divennero popolari dopo la Seconda guerra mondiale, ed erano (e sono) intesi per incrementare la comprensione e la tolleranza dei partecipanti nei confronti di altre culture, e anche per migliorarne le capacità linguistiche e ampliarne gli orizzonti sociali. Tra il 1963 e il 2006 il numero di studenti in un paese straniero è cresciuto di nove volte.
Tra XIX e XX secolo, la connessione delle economie e culture mondiali crebbe molto velocemente. Rallentò dagli anni Dieci del secolo scorso in poi a causa delle Guerre mondiali e della guerra fredda, ma riprese di nuovo negli anni Ottanta e Novanta. Le rivoluzioni del 1989 e la successiva liberalizzazione in molte parti del mondo sfociò in una significativa espansione della interconnessione globale. La migrazione e il movimento di persone può essere anche evidenziata come caratteristica prominente del processo di globalizzazione. Nel periodo compreso tra il 1965 e il 1990, la quota di forza lavoro che migrava, approssimativamente raddoppiò. La maggior parte delle migrazioni si verificò tra i paesi in via di sviluppo e quelli meno sviluppati (LDC). Quando l'integrazione economica si intensificò, i lavoratori si mossero verso aree con salari più alti, e la maggior parte del mondo in via di sviluppo si orientò verso l'economia di mercato internazionale.
Con il collasso dell'Unione Sovietica ebbe termine la divisione del mondo in due aree di influenza, instaurata con la guerra fredda;questo accadimento spartiacque, vide gli Stati Uniti rimanere l'unica superpotenza a livello globale, in posizione egemone per la promozione del sistema economico-politico del libero mercato. Crebbe anche l'attenzione nei confronti dei movimenti delle malattie, della proliferazione della cultura popolare e dei valori del consumatore, come anche la prominenza di istituzioni internazionali come le Nazioni Unite, e si creò coordinazione nell'azione internazionale riguardo temi come l'ambiente e i diritti umani. Altro sviluppo drammatico fu Internet, che fu fondamentale per connettere le persone nel mondo. Nel giugno 2012, più di 2,4 miliardi di persone ‒ più di un terzo della popolazione mondiale ‒ hanno utilizzato i servizi di Internet. La crescita della globalizzazione non è mai stata così spianata.
Un evento notevole è stato la Grande Recessione del 2007, che è associata a una crescita minore (in aree come le chiamate internazionali e l'utilizzo di Skype), o addirittura una crescita negativa temporanea (in aree come il commercio) della interconnessione globale. Il DHL Global Connectedness Index ha studiato quattro tipi principali di flussi internazionali: commercio (sia beni che servizi), informazione, persone (includendo turisti, studenti, e migranti), e capitale. Esso mostra che la profondità dell'integrazione globale è caduta di circa un decimo dopo il 2008, ma dal 2013 è stata recuperata ben al di sopra del picco pre-crac. Il rapporto inoltre riscontra un cambiamento di attività economica nelle economie emergenti.
La società globalizzata offre una complessa rete di forze e fattori che portano persone, culture, mercati, credenze e pratiche, in una crescente ‒ se non maggiore ‒ prossimità.

## Globalizzazione economica
In campo economico la globalizzazione è un fenomeno caratterizzato o causato da:
- Liberalizzazione, ovvero la progressiva liberalizzazione degli scambi commerciali e dei movimenti internazionali di capitali.[2] I dati storici mostrano come la globalizzazione non sia un fenomeno recente: la prima ondata di globalizzazione si ebbe tra il 1840 e il 1914, anche grazie allo sviluppo di nuove tecnologie che resero il mondo «più piccolo» come navi a vapore, ferrovie e telegrafo. Il passaggio tra le due guerre, la grande depressione e il diffuso protezionismo risultarono in una diminuzione degli scambi commerciali, attuato mediante l'utilizzo di barriere quali dazi, sussidi e quote. A partire dalla fine degli anni Settanta si è verificata una nuova ondata di liberalizzazione del commercio mondiale, anche attraverso accordi e istituzioni internazionali appositamente concepite quali il GATT e successivamente il OMC finalizzate all'abolizione progressiva delle barriere al commercio internazionale.
- Deregolazione dei sistemi economici, ovvero la politica economica affermatasi soprattutto tra la fine degli anni Settanta e l'inizio degli anni Ottanta negli Stati Uniti e in Gran Bretagna, con la formazione dei governi di orientamento conservatore rispettivamente capeggiati da Ronald Reagan e Margaret Thatcher. Consiste nell'abolizione sistematica di norme legislative e di regolamenti imposti in precedenza a settori e imprese nel campo dei servizi e in quello energetico.[2]
- Rivoluzione informatica, ovvero l'accelerazione del progresso tecnologico, soprattutto nell'ambito delle tecnologie dell'informazione e della comunicazione[2], che ha permesso di abbattere i costi dei trasporti e delle comunicazioni[45].
- Delocalizzazione della produzione, in quanto i costi di trasporto sono drasticamente diminuiti.[46] È oggi possibile realizzare i vari componenti di un prodotto in località anche molto lontane tra loro, assemblarli in un'altra ancora e infine vendere l'oggetto finito in tutto il mondo. Questo tipo di attività economiche è in genere gestito da società multinazionali, le cui funzioni sono cioè distribuite in diversi Stati a seconda della convenienza: la progettazione può essere concentrata nei paesi tecnologicamente all'avanguardia, la produzione nei paesi in via di sviluppo in cui possono pagare salari più bassi, infine la sede legale in alcuni Stati che garantiscono una tassazione particolarmente vantaggiosa, i cosiddetti "paradisi fiscali".[46] Lo spostamento di alcune produzioni in paesi dove il costo della vita è più basso e le garanzie sindacali sono scarse si accompagna a forme di sfruttamento del lavoro che non sarebbero accettate nelle società più ricche, ma è pur sempre un modo per creare occupazione in quelle realtà. D'altra parte, la dislocazione della produzione può generare problemi proprio nei paesi avanzati, in cui i lavoratori rischiano di perdere la propria occupazione o sono costretti ad accettare condizioni peggiori per evitare il trasferimento della produzione in paesi con un costo del lavoro inferiore.[46]
- Crollo dei paesi socialisti avvenuto a partire dal 1989 che ha ridotto il mondo da "bipolare" a "unipolare" (dissoluzione del blocco sovietico[2]).
- Diffusione delle idee neo-liberiste.[2]
- Riduzione della sovranità statale, sia con il progressivo trasferimento di sovranità democratica dagli Stati-nazione ad entità internazionali e sovranazionali con grado imperfetto di democrazia.[47] Sia con lo strapotere economico di aziende multinazionali, sovente superiore ai singoli Stati, che può e spesso condiziona le scelte politiche. Più esattamente, la globalizzazione avrebbe drasticamente ridotto la sovranità statale in tre ambiti cruciali: politica fiscale, spesa pubblica a fini redistributivi, e politica macroeconomica.[45]
- Monopolio delle grandi aziende della rete.

### Effetti
Gli effetti economici e sociali della globalizzazione sono ampiamente dibattuti e controversi. Da un lato, istituzioni come la Banca Mondiale ritengono che la globalizzazione abbia portato ad una maggiore crescita a livello globale, migliorando l'economia e le condizioni sociali dei paesi in via di sviluppo mediante la liberalizzazione dei relativi mercati. Altre organizzazioni ‒ come l'Organizzazione internazionale del lavoro, ma anche molte organizzazioni non governative ‒ hanno invece una posizione molto critica, sottolineando soprattutto come la globalizzazione sia legata ad un aumento delle disuguaglianze mondiali e, in alcuni casi, della povertà. La ricerca empirica è attualmente insufficiente e inconclusiva, sottolineando come gli effetti economici e sociali variano a seconda dei paesi e delle politiche che vengono considerate.

## Globalizzazione spaziale
Il termine "globalizzazione" è utilizzato anche in ambito culturale ed indica genericamente il fatto che nell'epoca contemporanea ci si trova spesso a rapportarsi con le altre culture, sia a livello individuale a causa di migrazioni stabili, sia nazionale nei rapporti tra gli Stati. Spesso ci si riferisce anche all'elevata e crescente mobilità delle persone con una permanenza limitata temporalmente (turisti, uomini di affari, studenti ecc.). Tra gli aspetti negativi degli scambi economico/culturali globalizzati dalle grandi industrie che producono a livello mondiale spesso le tradizioni locali vanno scomparendo. Un aspetto essenziale della globalizzazione è dunque il movimento delle persone.
Quando le tecnologie dei trasporti migliorarono tra il XVIII e il primo XX secolo, il tempo di viaggio e i costi diminuirono drammaticamente. Per esempio, viaggiare lungo l'Oceano Atlantico richiedeva, durante il XVIII secolo, ben cinque settimane; nel XX secolo, richiedeva solamente otto giorni. Oggi, la moderna aviazione ha reso i trasporti a lunga distanza veloci e convenienti.
Il turismo è il viaggiare per provare piacere. Gli sviluppi nell'infrastruttura dei trasporti e della tecnologia, come per esempio l'aereo a fusoliera larga, le compagnie aeree a basso costo, e aeroporti più accessibili hanno reso molti generi di turismo più convenienti. Gli arrivi dei turisti internazionali sorpassarono la pietra miliare di un miliardo di turisti (globalmente) per la prima volta nel 2012. Un visto d'ingresso è un'autorizzazione condizionale concessa da un paese a uno straniero, permettendogli di entrare e restarvi dentro temporaneamente, o di lasciare quel paese. Alcuni paesi – come quelli dello Spazio Schengen – hanno stretto accordi con altri paesi permettendo ai cittadini di viaggiare tra di essi senza visto di ingresso. L'Organizzazione Mondiale del Turismo ha annunciato che il numero di turisti che richiedono un visto d'ingresso prima di viaggiare ha raggiunto il livello minimo assoluto nel 2015.
L'immigrazione è il movimento internazionale di persone che vanno in un paese di cui non sono nativi o non ne possiedono la cittadinanza in modo da risiedervi, specialmente come residenti permanenti o cittadini naturalizzati, o per accettare occupazione come lavoratori immigrati o temporaneamente come lavoratori stranieri. Secondo l'Organizzazione Internazionale del Lavoro, nel 2014 si è stimato un numero di 232 milioni di migranti internazionali nel mondo (definiti come persone che si trovano fuori dal paese di origini per 12 mesi o più) e che approssimativamente metà di essi sono economicamente attivi (cioè sono occupati o cercano occupazione). Il movimento internazionale del lavoro è spesso visto come importante per lo sviluppo economico. Per esempio, "libertà di movimento per i lavoratori dell'Unione Europea" significa che le persone possono muoversi liberamente tra gli stati membri per vivere, studiare o pensionarsi in un altro paese.
La globalizzazione è associata anche a un'ascesa drammatica dell'istruzione internazionale. Sempre più studenti sono alla ricerca di un'istruzione più alta in paesi stranieri e molti studenti internazionali oggi considerano lo studio d'oltremare un trampolino per la residenza permanente in un altro paese. I contributi che gli studenti stranieri fanno nell'ospitare le economie nazionali, sia culturalmente che finanziariamente, ha incoraggiato i maggiori attori del settore a implementare ulteriori iniziative per facilitare l'arrivo e l'integrazione di studenti d'oltremare, tra cui emendamenti sostanziali all'immigrazione e procedure e politiche riguardo al visto d'ingresso.
Un matrimonio transnazionale è un matrimonio tra persone di paesi differenti. Una gran varietà di inconvenienti si verificano in questi casi, tra cui quelli relativi alla cittadinanza e cultura, che aggiungono complessità e sfide a questo tipo di relazione. In un'era di crescente globalizzazione, dove un numero crescente di persone stringono legami in reti di persone e luoghi lungo il globo, piuttosto che nella corrente località geografica, le persone crescentemente si sposano attraverso i confini nazionali. Il matrimonio transnazionale è un prodotto dovuto al movimento e migrazione di persone.

### Effetti
Il processo di globalizzazione, in atto al livello economico e favorito dalla capillarità dei trasporti, ha ripercussioni anche a livello sociale con lo scambio culturale tra civiltà anche molto lontane e molto diverse tra loro con possibili scontri di civiltà (ad esempio il conflitto tra Oriente e Occidente) fino a possibili guerre di religione e omogeneizzazione culturale.
Se per alcuni il superamento dei confini spazio-temporali costituisce una fonte di arricchimento culturale, aiuta a superare il nazionalismo, il razzismo e l'etnocentrismo delle più chiuse società tradizionali, altri autori sottolineano, invece, gli aspetti negativi della globalizzazione: diminuzione dell’autorità dello Stato-nazione, aumento del divario tra ricchi e poveri tra nazioni e dentro ogni nazione, frammentazione culturale, assenza di confine come spaesamento, aumento di conflitti tra culture diverse e dei fondamentalismi. Bauman sottolinea le multiformi trasformazioni racchiuse nella frase «compressione del tempo e dello spazio» ed evidenzia come i processi di globalizzazione non presentino quella unicità di effetti positivi loro attribuita dai sostenitori di questi mutamenti.
In parallelo al processo emergente di una scala planetaria per l'economia, la finanza, il commercio e l'informazione, viene quindi messo in moto un altro processo che impone dei vincoli spaziali, definito "glocalizzazione": «la complessa e stretta interconnessione dei due processi comporta che si vadano differenziando in maniera drastica le condizioni in cui vivono intere popolazioni e vari segmenti all'interno delle singole popolazioni, ciò che appare come conquista di globalizzazione per alcuni, rappresenta una riduzione alla dimensione locale per altri, dove per alcuni la globalizzazione segnala nuove libertà, per molti altri discende come un destino non voluto e crudele». A livello aggregato, parlando soprattutto dei nuovi paradigmi economici e geopolitici, Aldo Giannuli ha indicato nella complessità la cifra distintiva dell'era della globalizzazione: "quello che caratterizza la nostra epoca è la compresenza, nello stesso tempo e nello stesso spazio, di tendenze spesso antitetiche che innescano effetti controintuitivi. La globalizzazione con i suoi mezzi di comunicazioni ultraveloci ha totalmente modificato le nozioni di tempo e di spazio rendendo tutto contemporaneo a sé stesso e provocando reazioni in tempi millesimali, talvolta addirittura anticipate sulla base di aspettative, con risultati imprevedibili. Questo fa saltare del tutto le già precarie aspettative di rapporti lineari causa-effetto. Ormai il mondo non è comprensibile con la logica lineare ed impone il salto della complessità".

## Globalizzazione informatico-telematica
Con "globalizzazione", ci si riferisce oltre che allo sviluppo di mercati globali, anche alla diffusione dell'informazione e dei mezzi di comunicazione come Internet, che oltrepassano le vecchie frontiere nazionali. Nello stesso campo il termine indica la progressiva diffusione delle informazioni (notiziari locali) su temi internazionali.
Prima delle comunicazioni elettroniche, per comunicare a lunga distanza si usava la posta. La velocità delle comunicazioni globali, fino alla metà del XIX secolo, era limitata dalla massima velocità dei servizi dei corrieri (specialmente cavalli e navi). Il telegrafo elettrico fu la prima tecnologia di comunicazione istantanea a lunga distanza. Per esempio, prima dell'invenzione del cavo transatlantico, le comunicazioni tra l'Europa e l'America potevano richiedere settimane perché erano le navi che trasportavano la posta attraverso l'oceano. Il primo cavo transatlantico ridusse il tempo richiesto per comunicare considerevolmente, permettendo di spedire un messaggio e di riceverne la risposta nello stesso giorno. Le connessioni telegrafiche transatlantiche furono raggiunte nel 1866.
Antonio Meucci, il famoso e tipico emigrante italiano andato in America, depositò l'idea, nel 1871, di un sistema elettrico per trasmettere la voce (il telefono), da lui ideato. Questo sistema era molto simile a quello brevettato nel 1876 da A.G. Bell e presentato nello stesso anno alla famosa Esposizione centenaria di Filadelfia. In tale circostanza Bell ottenne un vero successo che gli permise di trovare i mezzi per realizzare, su scala industriale, l'apparecchiatura, creando così le basi dell'impresa telefonica mondiale che porta il suo nome. Nell'ottobre 1892, Bell inaugurò la linea telefonica di 1520 km che collegava New York a Chicago.
Guglielmo Marconi, dopo le preliminari esperienze del 1895, depositò il brevetto nel 1896 per il suo sistema di telegrafia senza fili a mezzo di onde elettromagnetiche, invenzione che apriva una nuova strada rivoluzionaria nel mondo delle telecomunicazioni. Nel 1899, Marconi stabilisce il primo collegamento radio tra l'Inghilterra e la Francia.
Un succedersi di perfezionamenti nella telefonia e la radiotecnica, attorno agli anni Quaranta del XX secolo, sfocia nell'elettronica di carattere industriale. Diodi, triodi, tetrodi, pentodi, esodi, eptodi, ottodi e tubi elettronici multipli costituirono i nuovi componenti attivi per realizzare ogni tipo di circuito elettronico.
La storia delle telecomunicazioni via satellite cominciò con l'utilizzazione del nostro satellite naturale: nel 1956, infatti, fu stabilito un servizio per conto della Marina militare americana fra Washington e le isole Hawaii, tramite la Luna. È col 4 ottobre 1957 che ebbe inizio l'esplorazione del cosmo per mezzo di satelliti artificiali, con il lancio dello Sputnik 1. Il 12 agosto 1960 venne lanciato il satellite passivo per telecomunicazioni Echo, atto a riflettere, come una stazioni intermedia passiva di ponte radio, i segnali ricevuti da Terra e ancora verso Terra. Dal 1962 al 1964, venivano attuati altri esperimenti con satelliti attivi a orbita ellittica quali i famosi "Telstar" e "Relay".
Con l'espressione terza rivoluzione industriale, si indica tutta quella serie di processi di trasformazione della struttura produttiva, e più in generale del tessuto socioeconomico, avvenuti nei paesi sviluppati occidentali del primo mondo nella seconda metà del Novecento a partire dal secondo dopoguerra, e caratterizzati da una forte spinta all'innovazione tecnologica e al conseguente sviluppo economico/progresso della società. In generale, per quello che ci riguarda, lo sviluppo dei nuovi media ha enormemente accelerato la velocità di trasmissione delle conoscenze e delle informazioni, con conseguenze positive nella ricerca da un lato e nel livello di consapevolezza dell'opinione pubblica dall'altro.
Il più importante progresso in questa direzione è stato conseguito dunque con l'invenzione di Internet, costituito da un insieme di reti di computer sparse in tutti il mondo e tra loro interconnesse. Ideato negli Stati Uniti nel 1969 con il nome di ARPANET, esso aveva originariamente scopi militari, ma a partire dagli anni Ottanta divenne il più efficace mezzo di comunicazione a livello mondiale; la prima connessione in Italia risale al 1986. Internet ha consentito per esempio lo sviluppo della posta elettronica, inoltre nel 1991 è nata la "Grande rete mondiale" (World Wide Web, in genere abbreviato "www"): si tratta di un sistema grazie al quale singoli, aziende, enti pubblici ecc. possono far conoscere la propria attività e mettere a disposizione informazioni di ogni genere aprendo un sito, una sorta di spazio o contenitore di dati, accessibile via Internet da qualsiasi distanza e da qualsiasi computer a costi estremamente contenuti.
L'economista Giancarlo Pallavicini afferma che, anche per effetto della tecnologia informatica, la globalizzazione può definirsi come «uno straordinario sviluppo delle possibili relazioni, non soltanto economico-finanziarie, pur preminenti, tra le diverse aree del globo, con modalità e tempi tali da far sì che ciò che avviene in un'area si ripercuota anche in tempo reale sulle altre aree, pure le più lontane, con esiti che i tradizionali modelli interpretativi dell'economia e della società non sono in grado di valutare correntemente, anche per la simultaneità tra l'azione ed il cambiamento che essa produce, in un'esaltazione della dinamica degli insiemi dell'economia, sempre più sollecitati al cambiamento dalla distruzione creatrice».
| Utenti Internet per regione                  | Utenti Internet per regione | Utenti Internet per regione | Utenti Internet per regione |
| -------------------------------------------- | --------------------------- | --------------------------- | --------------------------- |
|                                              | 2005                        | 2010                        | 2016*                       |
| Africa                                       | 2%                          | 10%                         | 25%                         |
| Americhe                                     | 36%                         | 49%                         | 65%                         |
| Stati Arabi                                  | 8%                          | 26%                         | 42%                         |
| Asia e Pacifico                              | 9%                          | 23%                         | 42%                         |
| Commonwealth degli Stati Indipendenti        | 10%                         | 34%                         | 67%                         |
| Europa                                       | 46%                         | 67%                         | 79%                         |
|                                              |                             | * Stimato                   |                             |
| Fonte: International Telecommunication Union |                             |                             |                             |

### Effetti
Oggi, grazie alle innovazioni tecnologiche del settore informatico e alle nuove competenze, si parla di "società della conoscenza", in cui le informazioni, analizzate, comprese, teorizzate, si trasformano in un fattore produttivo e di sviluppo.
La rete ha fatto emergere anche l'importanza della formazione e dell'istruzione dei giovani che, se privi di opportuni strumenti critici, rischiano sia di essere sommersi da un'eccessiva offerta di informazioni non adeguatamente selezionate, sia di confondere l'informazione con una conoscenza capace di far conseguire delle abilità. L'informazione in rete è sempre più sovrabbondante, anche a causa della progressiva convergenza dei media sugli stessi strumenti tecnici. Trovare l'informazione, recepirla e diffonderla non basta. Bisogna anche capirla e utilizzarla al meglio: da qui l'espressione "economia della conoscenza".
Oltre a questo, tra i prodotti della rivoluzione informatica, attinenti al tema della globalizzazione, vi sono:
- Commercio elettronico, cioè qualsiasi tipo di transazione finalizzata alla vendita di un prodotto o di un servizio in cui gli attori interagiscono elettronicamente tramite il Web anziché attraverso contatti fisici. I giganti del commercio elettronico al momento sono Amazon, Ebay e Alibaba.
- E-finance, espressione costruita sul modello del commercio elettronico e traducibile con "finanza elettronica"; designa la prestazione di ogni genere di servizi finanziari attraverso Internet. Si distinguono tre aree principali di servizi offerti tramite il Web:

1. Il sistema elettronico dei pagamenti.
2. Le transazioni relative alla fornitura di servizi finanziari (finanziamenti, prodotti assicurativi, prodotti di investimento).
3. L'operatività diretta nei mercati finanziari o trading online.

- Monopolio mondiale delle grandi società che gestiscono i servizi della rete.

## Globalizzazione culturale
Il noto sociologo Marshall McLuhan ha preconizzato con largo anticipo sui tempi lo sviluppo esplosivo dei sistemi telematici e ne ha esplorato le conseguenze sull'individuo e sulla società. Con questi mezzi il mondo diventa sempre più piccolo, tutti possono comunicare con tutti in modo praticamente istantaneo, cadono secolari barriere di spazio e tempo. Si materializza così il «villaggio globale» profetizzato dallo stesso McLuhan. L'uomo vive ormai in un recinto, costituito al limite dalle pareti domestiche, che ha però le dimensioni virtuali del mondo intero. Con il suo computer portatile può tenersi informato di tutto che accade nel «villaggio» leggendo un "giornale elettronico" da lui scelto tra migliaia disponibili in base ai suoi interessi, le sue curiosità, le sue esigenze di lavoro, i suoi hobby.
L'espressione "globalizzazione culturale" si riferisce alla trasmissione di idee, significati e valori in tutto il mondo, in modo tale da estendere e intensificare le relazioni sociali. Questo processo è caratterizzato dal consumo comune di culture che vengono diffuse da Internet, dai media di cultura popolare, e dai viaggi internazionali. Ciò si è aggiunto ai processi di scambio di materie prime e di colonizzazione, che hanno una storia più lunga circa il portare significato culturale per il globo. La circolazione delle culture consente agli individui di partecipare a relazioni sociali estese che attraversano i confini nazionali e regionali. La creazione e l'espansione di tali relazioni sociali non è osservata soltanto su un livello materiale. La globalizzazione culturale implica la formazione di norme e conoscenze condivise con le quali le persone associano le loro identità culturali individuali e collettive. Essa porta una crescente interconnessione tra diverse popolazioni e culture.

### Effetti
Un aspetto visibile della globalizzazione culturale è la diffusione di alcune cucine, come le catene di fast food americane. I due outlet di maggior successo, McDonald's e Starbucks, sono compagnie americane spesso citate come esempi di globalizzazione, con oltre rispettivamente 36.000 e 24.000 punti vendita operativi in tutto il mondo, nel 2015. L'indice Big Mac è una misura informale della parità di potere d'acquisto tra le valute mondiali.
Il diffusionismo è la diffusione di oggetti culturali ‒ come per esempio idee, stili, religioni, tecnologie, lingue, ecc... La globalizzazione culturale ha incrementato i contatti interculturali, che possono essere però accompagnati da una diminuzione dell'unicità delle comunità un tempo isolate. Per esempio, il sushi è disponibile in Germania come in Giappone, ma l'Euro-Disney a Parigi richiama di più il pubblico, riducendo potenzialmente la domanda per gli autentici dolci francesi. Il contributo della globalizzazione all'alienazione degli individui dalle proprie tradizioni può essere modesta, se comparata all'impatto della modernità stessa, come asserito da filosofi esistenzialisti come per esempio Jean-Paul Sartre e Albert Camus. La globalizzazione ha espanso le opportunità ricreative attraverso la diffusione della cultura pop, in particolare per mezzo di Internet e della televisione satellitare.
La musica ha un ruolo importante nello sviluppo economico e culturale nel tempo della globalizzazione. Generi musicali come il jazz e il reggae nacquero locali e in seguito divennero fenomeni internazionali. La globalizzazione ha dato pertanto supporto al fenomeno della musica mondiale, permettendo alla musica stessa di svilupparsi in paesi particolari per poi raggiungere audience più ampie. Sebbene l'espressione "World Music" fosse originariamente intesa per indicare la musica etnica-specifica, la globalizzazione adesso sta espandendo il suo scopo in modo tale che l'espressione spesso include sottogeneri ibridi come il "world fusion", il "global fusion", l'"ethnic fusion", e il worldbeat. Pratiche culturali che includono la musica tradizionale possono essere perdute o volte a una fusione di tradizioni. La globalizzazione può scatenare uno stato di emergenza nei confronti di una preservazione dell'eredità musicale. Gli archivisti possono tentare di collezionare, registrare, o trascrivere repertori, prima che le melodie possano essere assimilate o modificate, mentre i musicisti locali possono lottare per l'autenticità e per preservare le tradizioni musicali locali. La globalizzazione può portare i performer a scartare strumenti tradizionali. La fusione di generi può diventare un interessante campo di analisi.
Un rapporto dell'UNESCO del 2005, mostra che lo scambio culturale sta diventando più frequente da parte dell'Asia Orientale, ma che i paesi occidentali sono ancora i principali esportatori di beni culturali. Nel 2002, la Cina era il terzo maggiore esportatore di beni culturali, dopo il Regno Unito e gli Stati Uniti. Tra il 1994 e il 2002 le esportazioni culturali, sia del Nord America, sia dell'Unione Europea sono diminuite, mentre quelle asiatiche sono cresciute. Fattori relativi sono il fatto che la popolazione e la regione asiatica sono svariate volte maggiori di quelle del Nord America. L'americanizzazione è associata a un periodo di alto prestigio politico americano e a una crescita significativa di negozi, mercati e oggetti americani che vengono portati verso altri paesi. Alcuni critici della globalizzazione sostengono che essa danneggia la diversità culturale. Quando la cultura di un paese dominante viene introdotta in un altro paese a causa della globalizzazione, essa può rappresentare una minaccia per la diversità della cultura locale. Alcuni sostengono che la globalizzazione può portare all'occidentalizzazione o all'americanizzazione della cultura, dove i concetti culturali dominanti dei paesi occidentali più potenti economicamente e politicamente si diffondono e causano danni alle culture locali.

### Prospettive

#### Ibridazione
Molti scrittori suggeriscono che la globalizzazione culturale è un processo storico a lungo termine che porta culture diverse in un rapporto di interrelazione. Jan Pieterse suggerisce che la globalizzazione culturale coinvolge l'integrazione e l'ibridazione umana, asserendo che è possibile rilevare il mescolamento culturale lungo i continenti e le regioni andando indietro nel tempo di molti secoli. Essi si riferiscono, per esempio, al movimento delle pratiche religiose, della lingua e della cultura provocato dalla colonizzazione spagnola delle Americhe. L'esperienza indiana, per fare un altro esempio, rivela sia la pluralizzazione dell'impatto della globalizzazione culturale e sia la sua storia a lungo termine. Il lavoro di certi storici culturali qualifica l'eredità degli scrittori ‒ in modo predominante economisti e sociologi ‒ che hanno tracciato le origini della globalizzazione al recente capitalismo, facilitato dagli avanzamenti tecnologici.

#### Omologazione
Una prospettiva alternativa alla globalizzazione culturale enfatizza la trasfigurazione della diversità mondiale in una pandemia di culture consumistiche occidentalizzate. Alcuni critici sostengono che la predominanza della cultura americana ‒ che influenza il mondo intero ‒ risulterà nella fine della diversità culturale. Tale globalizzazione culturale potrebbe portare a una monocultura umana. Questo processo, inteso come imperialismo culturale, è associato alla distruzione delle identità culturali, dominate da una cultura consumistica, omologata e occidentalizzata. L'influenza globale dei prodotti, business, e culture americani in altri paesi nel mondo è stata chiamata appunto "americanizzazione". Questa influenza è rappresentata, per esempio, dai programmi televisivi americani che vengono riproposti in tutto il mondo. Le maggiori aziende americane come McDonald's e Coca-Cola hanno svolto un ruolo cruciale nella diffusione della cultura americana per il mondo. Espressioni come "Coca-colonizzazione" sono state coniate per fare riferimento alla dominanza dei prodotti americani nei paesi stranieri, che alcuni critici della globalizzazione considerano come una minaccia per l'identità culturale di queste nazioni.

#### Teoria del soggetto di massa
Nel 1956 Solomon Asch concluse un esperimento che comprovò la trasformazione e l'omologazione del pensiero individuale dell'uomo a quello di un gruppo sociale: il conformismo. L'informatizzazione ha velocizzato e resa più radicata la globalizzazione, traslando il fenomeno dal punto di vista psicologico, entrando, di fatto, nell'antropogenesi del cittadino.

#### Intensificazione dei conflitti
Un'ultima prospettiva alternativa sostiene che in reazione al processo di globalizzazione culturale, potrebbe apparire uno "scontro di civiltà". Infatti, Samuel Huntington enfatizza il fatto che mentre il mondo sta divenendo più piccolo e interconnesso, le interazioni tra le persone di culture diverse potenziano la coscienza della civiltà che a sua volta rinvigorisce le differenze. Perciò, piuttosto che raggiungere una comunità culturale globale, le differenze fra le culture affilate da questo processo reale di globalizzazione culturale, diverranno fonte di conflitto. Mentre non molti commentatori condividono che questo debba essere caratterizzato da uno scontro di civiltà, vi è una generale concordanza nel fatto che la globalizzazione culturale è un processo ambivalente che porta un intenso senso di differenza locale e contestazione ideologica.
Alternativamente, Benjamin Barber, nel suo libro Jihad vs. McWorld, discute riguardo ad una diversa "divisione culturale" del mondo. Nel suo libro, il McWorld rappresenta un mondo di globalizzazione, connettività globale e interdipendenza, che mira a creare una "rete globale omogenea commerciale". Questa rete globale è divisa in quattro imperativi: Mercato, Risorse, IT, Ecologia. Dall'altra parte, la Jihad rappresenta il tradizionalismo e il mantenimento di un'unica identità. Mentre lo scontro di civiltà ritrae un mondo con cinque coalizioni di Stati-nazione, Jihad vs. McWorld mostra un mondo dove le lotte prendono luogo a un livello sottonazionale. Sebbene molte delle nazioni occidentali siano capitaliste e possono essere viste come paesi del McWorld, le società dentro queste nazioni potrebbero essere considerate forse "Jihad" e viceversa.
Nel ventunesimo secolo il mondo è avvolto in una fitta rete di connessioni, non ha una definizione univoca; le connessioni globali che si sono istaurate ad oggi, toccano molteplici ambiti: culturale, economico, politico. Si ha questa grande varietà di connessioni grazie allo sviluppo economico, delle infrastrutture, della tecnologia. Alcuni fenomeni cardine di questa globalizzazione sono: la dislocazione delle industrie (ci si sposta dove la mano d’opera costa meno), l’omogeneità culturale, la Guerra Globale.
Per guerra Globale si intende la “delocalizzazione della guerra”.
Dopo la guerra fredda si ha una concezione differente della guerra. In una società globalizzata, la Guerra assume un nuovo volto, potrebbe scoppiare ovunque e in qualsiasi momento. Non si può individuare un campo di battaglia fisico, non ci sono né un inizio né una fine determinati. Non vi sono più le storiche “dichiarazioni di guerra”, che avvenivano in un preciso campo di battaglia, tra schieramenti rivali, per scopi precisi. Le crescenti interconnessioni economiche e sociali aumentano di molto la capacità distruttiva, anche di piccoli gruppi terroristici. Finché il mondo era diviso in due blocchi, Urss e Stati Uniti, si era mantenuto un certo equilibrio. Dopo la sconfitta dell’Urss, gli USA sono rimasti l’unica superpotenza, non sono in grado di controllare tutto il mondo, ma giocano un ruolo particolare, metto in atto un’egemonia relativa, che provoca, in gran parte, lo squilibrio in cui oggi si trova il mondo. L’uomo circa sicurezza, anche a costo della sua libertà. La Guerra globale può essere identificata anche come “terrorismo internazionale”, di cui la vittima maggiore è l’Occidente, uno degli scopi principali di questo terrorismo è indebolire le democrazie più avanzate ed evolute su qualsiasi aspetto.
Avvenimenti storici che sono stati identificati come eventi della “Guerra globale” sono, per esempio: 11/09/2001 attentato alle Torri Gemelle, a New York; 13/11/2015 attacco terroristico al teatro Bataclan di Parigi; 17/08/2017 attentato sulla via principale di Barcellona, “La Rambla”.

## Critiche e controversie
Nell'accezione economica, l'odierno modello di globalizzazione è contestato da alcuni movimenti no-global e new-global (vedi anche Popolo di Seattle, No logo), mentre è fortemente sostenuta dai gruppi neoliberisti e anarco-capitalisti.
I dibattiti riguardo al suo effetto sui paesi in via di sviluppo sono infatti molto accesi: secondo i fautori della globalizzazione, questa rappresenterebbe la soluzione alla povertà del terzo mondo.
Secondo gli attivisti del movimento no-global essa causerebbe invece un impoverimento maggiore dei paesi poveri, attribuendo sempre più potere alle multinazionali, favorendo lo spostamento della produzione dai paesi più industrializzati a quelli in via di sviluppo, zone franche in cui tutti i diritti umani non sono garantiti e dove i salari sono più bassi. Il tutto senza dare reali benefici alla popolazione del posto, anzi distruggendone buona parte dell'economia locale. I new-global asseriscono che uno Stato nazionale, limitato entro i propri confini, non riesce più a dettare regole ad imprese transnazionali, capaci di aggirare con la loro influenza ogni barriera politica e condizionare le decisioni dei governi anche contro gli interessi dei cittadini che li hanno eletti. Essi affermano inoltre che il potere di ciascuno Stato nazionale è smantellato dalla possibilità (di cui usufruiscono le imprese) di pagare le tasse dove costa meno, giocando sulla sede fiscale. Una delle proposte è appunto l'abolizione dei cosiddetti paradisi fiscali. Gli attivisti del movimento precisano però che non sono contro la globalizzazione ma per un diverso modello di essa, più solidale, che tenga più conto delle diversità culturali e non cerchi di omologare tutto il pianeta sul modello occidentale. È molto criticato il fatto che sia stata attuata in modo selvaggio senza assumere dentro i criteri del commercio internazionale un limite allo sfruttamento delle risorse umane e ambientali, il cosiddetto sviluppo sostenibile, anche perché spesso le aziende delocalizzano solo per un breve periodo e poi delocalizzano di nuovo dove costa ancora meno, quindi non hanno interesse alla tutela dell'ambiente in loco né all'armonia tra le parti sociali, alle quali guardano da una prospettiva simile a quella dei colonialisti dell'età preindustriale. Pensieri di questo tipo sono estremamente ricorrenti nella critica di uno studioso che ha più volte stigmatizzato gli eccessi del neoliberismo e le asimmetrie della globalizzazione come Noam Chomsky.
Uno studio effettuato da Pranab Bardhan dell'Università della California, sostiene però che la globalizzazione non abbia reso nel complesso le nazioni più povere, ma che nemmeno abbia avuto grande influenza nella riduzione della povertà. Avrebbero invece effetto decisamente maggiore alcuni miglioramenti delle politiche interne dei paesi, quali lo sviluppo della rete infrastrutturale, il perseguimento della stabilità politica, le riforme del sistema agrario e il miglioramento dell'assistenza sociale.
Il Premio Nobel per la Pace Muhammad Yunus, teorico della finanza etica e fondatore della Grameen Bank, sostiene però che l'Organizzazione Mondiale del Commercio sia «un bulldozer al servizio delle maggiori economie, come gli Stati Uniti, che pretendono la libertà di vendere in qualsiasi mercato, ma che spesso temono, in casa loro, anche la concorrenza più piccola e innocua di qualche prodotto agricolo o artigianale»; aggiunge inoltre che è necessario promuovere delle forme di aiuto sostenibile affinché la globalizzazione possa davvero essere utile allo sviluppo.
Secondo il rapporto di Amnesty International con la globalizzazione «il potere scivola dalle mani degli Stati e si sposta "silenziosamente" in quelle delle multinazionali, che diventano i nuovi interlocutori nelle campagne per la difesa dei diritti umani in tutto il mondo».
L'economista indiana Vandana Shiva asserisce che la globalizzazione ha prodotto in India suicidi di massa tra i contadini, strozzati dai debiti per l'aumento dei costi di produzione e la caduta dei prezzi. In India l'ingresso nel paese delle grande multinazionali come la Monsanto - con l'obbligo di acquistare da loro le sementi industriali dal costo sempre più elevato, biologicamente modificate e utilizzabili solo per un raccolto - si sta traducendo in una rovina per i piccoli agricoltori. Vandana Shiva aggiunge inoltre che «capitalismo globale e fragili equilibri ecologici, avidità e violenza contro i più deboli sono da combattere con la disobbedienza civile».
Durante la messa dell'Epifania del gennaio 2008 Papa Benedetto XVI afferma che «non si può dire che la globalizzazione sia sinonimo di ordine mondiale, tutt'altro e aggiunge: i conflitti per la supremazia economica e l'accaparramento delle risorse energetiche, idriche e delle materie prime rendono difficile il lavoro di quanti, ad ogni livello, si sforzano di costruire un mondo giusto e solidale». Prima e dopo la Grande Recessione, le istituzioni della Chiesa cattolica, rappresentate ai loro vertici da Benedetto XVI prima e da Papa Francesco poi hanno più volte preso posizione, anche per mezzo degli sviluppi della dottrina sociale della Chiesa contro le denunciate distorsioni del sistema globalizzato, indicate nel predominio della finanza sull'economia reale, nella ricerca smodata del profitto slegato dall'attività lavorativa ordinaria, nell'aumento della precarietà del lavoro stesso, delle disuguaglianze su scala globale e nelle minacce all'ambiente.
Effetti indiretti della globalizzazione sono le ripercussioni sull'ambiente e sull'inquinamento dell'aria, causate dall'industrializzazione e dall'aumento dei trasporti. Diversi studiosi, inoltre, non hanno mancato di sottolineare il legame tra la crescente connessione dei sistemi politici ed economici del pianeta e l'aumento del gradiente di competitività tra sistemi-Paese nelle relazioni internazionali.
Ad una attenta analisi delle dinamiche che innescano la globalizzazione, si riscontrano anche aspetti che inducono a ritenere che nel lungo periodo essa potrebbe portare ad una profonda crisi delle aziende occidentali le quali, per realizzare le proprie produzioni, sono soggette a standard normativi molto alti sia per garantire i diritti dei lavoratori e sia per tutelare l'ambiente, precondizioni quasi mai presenti negli standard di produzione orientali in special modo asiatici. Questo disequilibrio alla base dei costi di produzione, infatti, rende i paesi occidentali meno competitivi e, considerando che il livello di ricchezza generale tende ad un abbassamento, i paesi che producono a costi bassi in assenza di tutele umane ed ambientalistiche avranno molte più possibilità di conquistare mercati prevalendo economicamente. Occorrerebbe quindi globalizzare le regole di produzione prima di globalizzare i mercati, se non si vogliono distorsioni e problemi economici e sociali a carattere mondiale.

### Pro e contro della globalizzazione
La globalizzazione può favorire lo sviluppo economico di alcuni Stati, in particolare quelli sottosviluppati, attraverso guadagni e profitti provenienti dal decentramento che consiste nello spostare le industrie nei paesi sottosviluppati, dove la manodopera ha un costo inferiore e così facendo si offre un lavoro nei paesi più poveri.
Invece, secondo alcuni detrattori, la globalizzazione colpisce le produzioni nazionali e le tradizioni popolari. Negli ultimi anni si è parimenti osservato un rapido sviluppo di pensiero espresso dal nuovo processo economico-sociale globalizzato. Quest'ultimo, anche quando presentato come mera distorsione del processo di globalizzazione avrebbe dunque ingenerato un rapido e progressivo processo di impoverimento culturale delle masse a seguito della mondializzazione dell'economia.

### Oppositori e antagonisti
- La globalizzazione e i suoi oppositori, libro di Joseph Stiglitz, che è un economista insignito da premio Nobel per l'economia
- No logo, libro di Naomi Klein
- Movimento no-global